# Geconjugeerde getransponeerde matrix
De geconjugeerde getransponeerde matrix of geadjungeerde matrix van een complexe matrix is de matrix waarvan ieder element de complex geconjugeerde is van het element op dezelfde positie in de getransponeerde matrix.
De geconjugeerde getransponeerde van een matrix {\displaystyle \mathbf {A} } wordt ook als {\displaystyle \mathbf {A} ^{*}} genoteerd:  {\displaystyle \mathbf {A} ^{*}={\overline {\mathbf {A} }}^{\text{T}}}.
Geconjugeerde getransponeerde matrix of geadjungeerde matrix moet niet met geadjugeerde matrix worden verward.

## Voorbeelden
- {\displaystyle \mathbf {A} ={\begin{bmatrix}1&-2-i&5\\1+i&i&4-2i\end{bmatrix}}}

De geconjugeerde getransponeerde hiervan is:
{\displaystyle \mathbf {A} ^{*}={\begin{bmatrix}1&1-i\\-2+i&-i\\5&4+2i\end{bmatrix}}}
- Een hermitische matrix is een vierkante matrix die de geconjugeerde getransponeerde van zichzelf is.